# Bandera del Tadjikistan
L'actual bandera del Tadjikistan (en tadjik: Парчами Тоҷикистон) va ser adoptada el 24 de novembre del 1992, substituint l'anterior, que corresponia a la República Socialista Soviètica del Tadjikistan, adoptada l'any 1953. La bandera comparteix colors i disposició amb la d'Iran, consistent en tres bandes horitzontals de color verd, blanc i vermell, però té una amplada de bandes diferent, amb proporció 2:3:2, fent la banda blanca 1,5 vegades més ampla que les bandes verdes i vermelles. La franja verda i prima representa el verd de les valls, poc abundants en un país on el 93% del territori és muntanya. El blanc, la franja més ampla, representa la neu i el cotó, dos elements molt abundants i característics del país. Finalment, el vermell representa la unitat de la república i la germanor amb les altres nacions del món. La bandera també té una corona reial groga al mig, envoltada d'un arc amb set estrelles de cinc puntes del mateix color. S'han mantingut exactament els mateixos colors de la bandera precedent i també les proporcions generals de la bandera (1:2).

## Colors
| Model de color | Vermell         | Blanc         | Verd            | Groc          |
| -------------- | --------------- | ------------- | --------------- | ------------- |
| Pantone        | 3546C           | Blanc         | 2273C           | 7406C         |
| CMYK           | 0, 100, 100, 20 | 0, 0, 0, 0    | 100, 0, 100, 60 | 0, 21, 100, 3 |
| RGB            | 205, 0, 0       | 255, 255, 255 | 0, 102, 0       | 248, 196, 0   |
| HTML           | CD0000          | FFFFFF        | 006600          | F8C400        |

## Banderes històriques

RASS del Tadjikistan (1929)
RASS del Tadjikistan (1929-1931)
RSS del Tadjikistan (1931-1935)
RSS del Tadjikistan (1935-1936)
RSS del Tadjikistan (1936-1938)
RSS del Tadjikistan (1938-1940)
RSS del Tadjikistan (1940-1953)
RSS del Tadjikistan (1953-1991)